# Carn Dubh

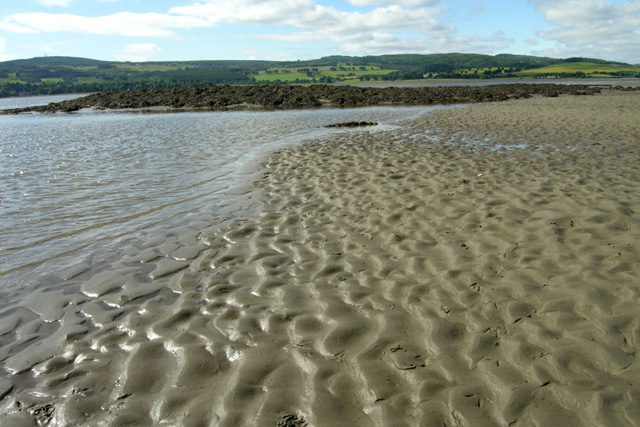
Carn Dubh

Carn Dubh (dt. Der schwarze Steinhügel), gut einen Kilometer nordwestlich des Weilers Bunchrew im Beauly Firth (einem Seitenarm des Moray Firth) in der Council Area Highland in Schottland, ist ein Crannóg.
1909 stellte Odo Blundell (1869–1943) fest, dass der 52 × 41 m große Steinhügel bearbeitetes Holz enthielt. 1793 waren möglicherweise noch zwei weitere Crannógs sichtbar. Im größeren sollen „Urnen“ gefunden worden sein.
Die Untersuchungen des über 70 m langen und 45 m breiten ovalen Geländes begannen 1909, als Odo Blundell eine Reihe massiver Balken an der Oberfläche und unter den Felsbrocken entdeckte.
1936 führte der Inverness Field Club und die Scientific Society Ausgrabungen durch, um Blundell zu bestätigen. Dabei wurde ein beträchtlicher Holzhaufen mit ursprünglichen Schnittspuren freigelegt, der von kleineren Balken, organischen Überresten, Muscheln, Reisig und einem möglichen Wetzstein umgeben war. 1936 wurde Carn Dubh auch von Ernest John Henry Mackay (1880–1943) und Fraser untersucht der ihn für einen Crannóg hielt.
Der Grundriss besteht aus einer zentralen runden Masse, einem östlichen Halbmond und einem westlichen Rand aus Felsbrocken. Einige Bereiche bestehen im Gegensatz zu den aufrechten Bereichen aus Felsbrocken, Geröll, Kieselsteinen und interstitiellen Sedimenten, aus Sand und Schluff. In einigen sind beachtliche horizontale und vertikale Balken erhalten. Drei beprobte Hölzer wurden als Eichen identifiziert. Zwei davon wurden 1909 von Blundell notiert und fotografiert. Eine Probe der oberen 30 cm der Sedimente ergab Muscheln, Reisig und andere organische Reste. Die organischen Stoffe waren aufgrund der feuchten Umgebung und der Überflutung des Geländes bei jeder Flut gut erhalten.

## Zweck
Der Zweck der Crannógs ist rätselhaft. Einige der Inseln sind über einen steinernen Damm mit dem Seeufer verbunden. Die anderen könnten über Holzstege zugänglich gewesen oder mit dem Boot angesteuert worden sein.